# Te Erui
Te Erui est dans littérature orale polynésienne qui retranscrit la tradition orale d'Aitutaki, l'un des ancêtres fondateurs de l'île. Père de Taruia, il serait en effet à l'origine de la deuxième vague d'installation sur Aitutaki après celle de Ru et avant celle de Ruatapu. De nombreux récits lui sont consacrés qui bien que parfois contradictoires, présentent néanmoins un certain nombre d'éléments communs et plus généralement une cohérence globale. 

## Les origines de Te Erui et son départ de Kuporu
L'ensemble des récits s'accorde pour identifier l'origine de Te Erui comme étant une île appelée Kuporu ou Kuporu-Avaiki, Avaiki prenant le sens "d'île d'origine". 
Selon la généalogie recueillie par Maui Pomare confirmée par celle publiée par "Te are korero o Aitutaki", il descendrait  de Tapakau Nui Tuavaru, un des ariki de Kuporu.
- Tapakau Nui Tuavaru
  - Pate Aia (appelé Patea Aitu) dans la seconde version
    - Teariki Tutu
      - Vananga o Akaia
        - Te Roku Atua
          - Te Erui

Te Erui aurait eu deux ou trois frères :  Matareka, Tavi, (Tava) et trois sœurs Puanga, Maoa (ou Naoa) et Ruaau.

## La traversée vers Aitutaki
Te Erui décida un jour de partir à la découverte d'autres îles. Les motivations de ce départ nous sont données par Timi Koro :  « l'île (de Kuporu) commençait à devenir surpeuplée, en raison du long règne d'un chef sage qui avait mis fin aux guerres tribales ». Te Erui construisit pour son voyage une pirogue double.  Il choisit pour cela deux grands troncs de Tamanu dans lesquels il creusa chacune des deux coques, qu'il baptisa respectivement « Viripo » et  « Moetakauri ». Quant au mat, il se serait appelé « Tu Te Rangi Marama ». 
Accompagné de ses frères cadets Matareka, Tavi et Tava, Te Erui tenta une première traversée qui se révéla infructueuse. Revenu sur Kuporu, les ta'unga, lui demandèrent alors de changer le nom des coques de sa pirogue en Rangi-Pae-Uta et Rangi-Pae-Tai et de construire un second mat, l'un des deux devant être consacré à Tangaroa et l'autre à Rongo. Une fois les modifications effectuées, Te Erui repartit en mer toujours accompagné de ses frères. C'est lors de cette deuxième navigation que Te Erui et ses frères auraient découvert Aitutaki

## L'installation de Te Erui sur Aitutaki
Lorsqu'il arriva sur l'île l'ariki en était Ru.  S'ensuivit une guerre entre les deux hommes de laquelle Te Erui sortit vainqueur. Dans le récit de Timi Koro, Te Erui après avoir tué deux des trois fils de Ru, à savoir Tupa et Mokoroa et épargné l'aîné Utataki, aurait finalement conclu une alliance avec le vaincu  en épousant sa fille Pito-roa. Selon la version recueillie par Maui Pomare, Ru lui-même aurait également été tué. 
À la mort de Te Erui, son fils Taruia lui succéda bien que là encore, selon les versions, il y en aurait eu plusieurs, Taruia-iria, auquel aurait succédé Taruia Akapitipiti… Toujours est-il que c'est l'un de ces Taruia descendant de Te Erui qui fut par la suite chassé d'Aitutaki par Ruatapu dont l'arrivée devait constituer la troisième grande vague de peuplement de l'île.